# Avantatge comparatiu
El model de l'avantatge comparatiu és un dels conceptes bàsics que fonamenta la teoria del comerç internacional i mostra que els països tendeixen a especialitzar-se en la producció i exportació d'aquells béns que fabriquen amb un cost relativament més baix respecte a la resta del món, en els quals són comparativament més eficients que els altres. En canvi, tendiran a importar els béns en els quals són menys eficaços i que per tant produeixen amb uns costos comparativament més alts que la resta del món.
Aquesta teoria va ser desenvolupada per David Ricardo a principis del segle xix: el seu postulat bàsic és que, encara que un país no tingui avantatge absolut en la producció de cap bé, és a dir encara que fabriqui tots els seus productes de forma més cara que en la resta del món, li convindrà especialitzar-se en aquelles mercaderies per les quals el seu avantatge sigui comparativament major o el seu desavantatge comparativament menor. Aquesta teoria suposa una evolució respecte a la teoria d'Adam Smith. Per a Ricardo, allò decisiu en el comerç internacional no serien els costos absoluts de producció a cada país, sinó els costos relatius.